# 2-й армейский корпус (Босния и Герцеговина)
2-й корпус Армии Республики Босния и Герцеговина (босн. Drugi korpus Armije RBiH) — воинское подразделение Армии Республики Босния и Герцеговина, участвовавшее в Боснийской войне.

## Краткая история
Распоряжением командира Верховного штаба Армии РБиГ 02/1010 от 29 сентября 1992 года был сформирован 2-й корпус Армии Республики Боснии и Герцеговины со штабом в Тузле. В зону действия корпуса входили 28 общин современной Северо-Восточной и Восточной Боснии. Тем же указом корпусу были переподчинены все окружные штабы Территориальной обороны и окружные штабы отдельных подразделений Армии Республики Боснии и Герцеговины. Командиром корпуса был назначен Желько Кнез, начальником штаба — Хазим Шадич.
Корпус до конца первого года войны закрепился в зоне своего действия и занимался созданием благоприятных условий для ведения дальнейших боевых действий. После налаживания материально-технического снабжения силы Армии РБиГ перешли в наступление. В конце февраля 1993 года Желько Кнеза сменил Хазим Шадич. 19 ноября 1994 года указом Правительства Республики Босния и Герцеговина командование 2-м корпусом принял Сеад Делич, оставшийся командиром до конца войны.

## Командующие
- 1-й командир: Желько Кнез
- 2-й командир: Хазим Шадич
- 3-й командир: Седа Делич

## Структура

### 1-я оперативная группа (Градачац)
- 21-я бригада (Сребреник)
- 107-я моторизованная бригада «Змай од Босне» (Градачац)
- 108-я бригада ХВО
- 208-я горная бригада (Челич)
- 204-я горная бригада (Тешань)
- 215-я моторизованная бригада (Брчко)

### 2-я оперативная группа (Грачаница)
- 109-я горная бригада (Добой-Исток)
- 111-я горная бригада (Грачаница)
- 117-я горная бригада «Дземисетски Голубови» (Лукавац)

### 3-я оперативная группа (Кладань)
Командир: Эрдин Хрустич
- 110-я славная горная бригада (Олово)
- 121-я горная бригада (Кладань)
- 302-я бригада

### 4-я оперативная группа (Калесия)
- 205/245-я горная бригада (Калесия)
- 206-я рыцарская горная бригада (Зворник)
- 207/377-я рыцарская горная бригада «Поузорска Люта» (Тешань)

### 5-я оперативная группа (Тузла)
- 1-я тузланская бригада
- 2-я тузланская бригада
- 3-я тузланская бригада

### 6-я оперативная группа (Живинице)
Командир: Хасан Муратович
- 116/216-я мусульманская бригада (Живинице)
- 118-я бригада
- 119-я мусульманская горная бригада (Бановичи, командир: Нихад Сехович)
- 210/281-я рыцарская бригада «Несиб Малкич» (Живинице)

### 7-я (Южная) оперативная группа (Тешань, Маглай)
- 110-я бригада ХВО (Жепче)
- 111-я бригада ХВО (Усора)
- 201-я рыцарская бригада (Маглай, командир: полковник Эсад Хиндич)
- 202/372-я рыцарская горная бригада (Тешань, Теслич)
- 203-я моторизованная бригада «Добой-Босна» (Добой-Юг)
- 204-я отдельная горная бригада (Теслич, в ноябре 1994 года переведена в 3-й корпус)
- 207-я бригада

### 8-я оперативная группа (Сребреница)
Командир: Насер Орич, заместитель командира: Фахрудин Алич
- 180-я бригада
- 181-я бригада
- 183-я бригада
- 184-я бригада
- 283-я лёгкая бригада (командир: майор Хусо Халилович)
- 285-я лёгкая горная бригада (Жепа, командир: полковник Авдо Палич)

### Прочие подразделения

#### Тузла
- 2-я инженерная бригада
- 2-й инженерный батальон
- 2-й санитарный батальон
- 2-й бронетанковый батальон
- 2-й автотранспортный батальон
- 2-й дивизион лёгкой артиллерии ПВО
- 2-й батальон логистики
- 216-я разведывательно-диверсионная рота «Тузла»
- Смешанный артиллерийский дивизион
- 2-й батальон военной полиции
- Отряд атомной, биологической и химической защиты
- Народное ополчение (2 тысячи)
- 250-я славная освободительная бригада
- 251-я лёгкая бригада
- 228-я артиллерийская бригада
- 9-я мусульманская освободительная бригада
- 247-я славная моторизованная бригада

#### Сребреница
- 280-я лёгкая бригада
- 281-я лёгкая бригада
- 282-я лёгкая бригада
- 284-я лёгкая бригада
- 286-я горная бригада

#### Другие города
- 1-я мусульманско-подринская бригада (Кладань) / 243-я бригада морской пехоты (Власеница)
- 1-я/255-я славная теочанская бригада «Хайрудин Мешич»
- 110-я славная горная бригада (Олово)
- 115-я бригада ХВО (Зриньски-Любаче-Тузла)
- 211-я отдельная бригада (Сребреник)
- 212-я/222-я боснийская отдельная бригада (Грачаница-Лукавац)
- 217-я рыцарская бригада (Градачац)
- 220-я/248-я разведывательная бригада (Джурджвчик)
- 240-я мусульманская бригада (Живинице)
- 241-я спречская мусульманская разведывательная бригада «Газие» (Калесия)
- 242-я мусульманско-зворникская разведывательная бригада (Зворник-Сапна)
- 277-я горная бригада (Тешань)
- 287-я горная бригада (Братунац)
- 24-й противодиверсионный отряд «Живиницкие Осы»
- Отдельный диверсионный батальон «Чёрные волки»
- Противодиверсионный отряд «Ветреник» (Хумцы-Нахвиловцы)
- Разведывательно-диверсионная рота «Львы»

## Награды
После войны ряд бригад получил почётные наименования: «рыцарской» стали называться такие бригады, как 107-я, 206-я, 210-я, 213-я, 215-я и 217-я; «славной» — 110-я, 202-я, 250-я, 254-я, 255-я и многие другие. Орденом Героя освободительной войны были награждены три военачальника: Мехдин Ходжич, Несиб Малкич и Хайрудин Мешич. Ещё три военачальника награждены медалью «За храбрость», один — орденом Золотого герба с мечами. 301 солдат и офицер награждены высшими военными наградами — «Золотой лилией» (в том числе 90 человек посмертно).